# West Street Building
90 West Street (anteriormente conocido como West Street Building y Brady Building) es un edificio residencial de 23 pisos en el Distrito Financiero del Bajo Manhattan en la ciudad de Nueva York. Ubicado en West Street, justo al sur del World Trade Center, el edificio fue diseñado por Cass Gilbert, con Gunvald Aus y Burt Harrison como ingenieros estructurales y John Peirce como contratista general. Fue erigido para West Street Improvement Corporation, dirigida por el magnate del transporte Howard Carroll.
El estilismo y la ornamentación gótica sirvió para enfatizar su altura. El diseño combinó elementos de la disposición de " columnas clásicas " de tres secciones de los edificios del siglo XIX con la "torre romántica" de las estructuras posteriores de Gilbert, como el edificio Woolworth. Su sitio frente al mar requirió la instalación de pilotes profundamente en el suelo. Otras características incluyeron una fachada de terracota con granito en la base de dos pisos, así como protección contra incendios de terracota en el interior del edificio. El diseño del edificio fue ampliamente elogiado cuando se completó originalmente. El edificio es un hito designado por la ciudad de Nueva York y figura en el Registro Nacional de Lugares Históricos.
Se construyó entre 1905 y 1907 como un edificio de oficinas llamado West Street Building. "The Garret Restaurant", en los pisos superiores de la estructura, se comercializó como el restaurante más alto del mundo. Sufrió numerosos cambios de propiedad en el siglo XX y fue conocido por su propietario a largo plazo, Brady Security and Realty Corporation, a mediados de siglo. Tras el colapso del World Trade Center adyacente en los ataques del 11 de septiembre de 2001, sufrió graves daños. Posteriormente, el edificio fue reformado en profundidad y se reabrió como un edificio residencial llamado 90 Oeste en 2005.

## Sitio

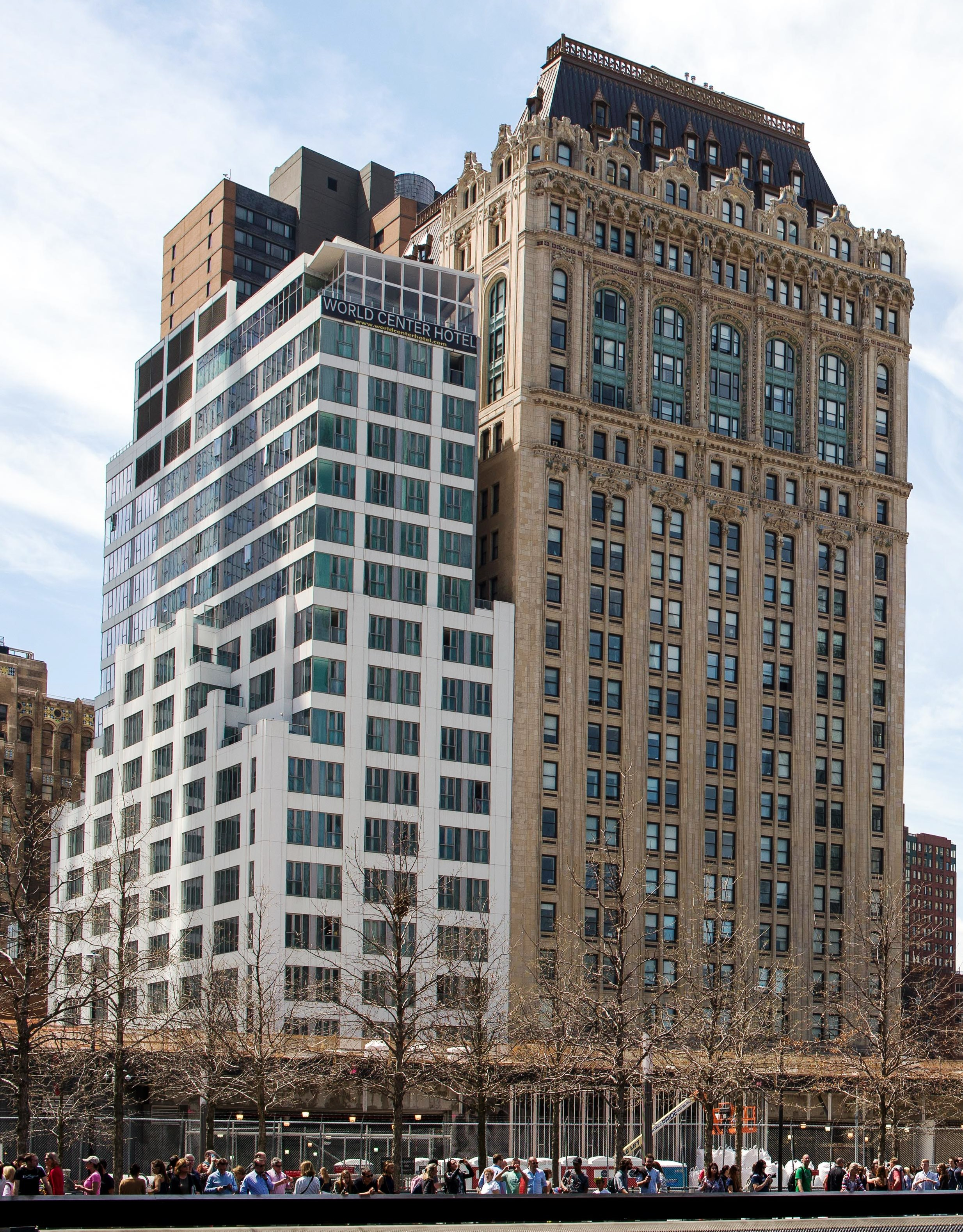
130 Cedar Street (izquierda) y 90 West Street (derecha) vista desde el Monumento Nacional del 11 de septiembre hacia el norte

90 West Street está ubicada en un terreno que da a West Street al oeste, Cedar Street y el World Trade Center al norte, y Albany Street al sur. Tiene una forma aproximada de paralelogramo. Comparte la manzana con 130 Cedar Street, un hotel de 19 pisos. Tiene los números de dirección 87–95 West Street, inclusive, así como los números de dirección impares 21–25 Albany Street y los números de dirección pares 136–140 Cedar Street.
Cuando se construyó, daba al río Norte (ahora río Hudson) hacia el oeste. Hasta la construcción del World Trade Center en la década de 1970, este era uno de los edificios más altos de la costa del río Hudson en el Bajo Manhattan. En la década de 1980, Battery Park City se construyó en un terreno relleno a lo largo de la orilla del río, cortando el West Street Building de la vista de la costa.

## Arquitectura
Tiene 324 pies (98,8 m) de altura y tiene 23 plantas sobre rasante. Fue diseñado por Cass Gilbert, quien había diseñado numerosas estructuras públicas y edificios gubernamentales en estilo Beaux Arts. Desde el principio, Gilbert pensó que este edificio era "una máquina que hace que la tierra pague". En un artículo para Engineering News-Record, escribió que, en general, "la belleza arquitectónica, juzgada incluso desde un punto de vista económico, tiene un valor rentable". AtlánticoAtlántico
Fue uno de los primeros rascacielos en utilizar constantemente una decoración de estilo neogótico. En ese momento, todavía era relativamente raro que un rascacielos de esqueleto de acero tuviera un revestimiento de terracota, como este. La decoración se inspiró en la arquitectura gótica de Bélgica, utilizando modelos religiosos como la Catedral de St. Rumbold en Mechelen, así como modelos seculares como el Ayuntamiento de Bruselas. Además, en sus planes iniciales, Gilbert quería crear una torre de cinco pisos que se elevara desde el centro de la estructura, superando la altura del edificio Flatiron. Esta torre de cinco pisos fue cancelada por Carroll, presumiblemente para ahorrar dinero, pero la idea inspiró la sección superior de siete pisos del edificio, coronada por un techo abuhardillado.

### Forma y fachada
En el momento de su construcción, las fachadas de muchos de los primeros rascacielos del siglo XIX constaban de tres secciones horizontales similares a los componentes de una columna, a saber, una base, un fuste y un capitel. Esto contrastaba con los diseños de rascacielos posteriores de Gilbert, que tendían hacia un estilo de "torre romántica". Fue uno de los cuatro importantes rascacielos de Gilbert a principios del siglo XX, los otros fueron el Second Brazer Building (1896), el Broadway-Chambers Building (1900) y el Woolworth Building (1913). Este usó una versión reducida del diseño de fachada tripartita ; en comparación con encargos anteriores, la "base" se redujo, el eje se resaltó con altos pilares verticales y el capitel se resaltó con su techo abuhardillado de estilo gótico.AtlánticoAtlántico
Tiene una base revestida de granito. En los pisos superiores, la fachada consiste principalmente en baldosas de terracota beige fabricadas por Atlantic Terra Cotta Company. La fachada de terracota se destaca con azulejos rojos, verdes, azules y dorados. Para cumplir con las leyes de construcción de la década de 1900, que requerían edificios de más de 30 m para poder soportar 150 kg/m2 de presión del viento, su superestructura de acerose reforzó para protegerla contra las ráfagas de viento. Los muros cortina en el exterior se reforzaron con ladrillo hueco, mientras que se utilizaron arriostramientos de pórtico para la estructura de acero. AtlánticoAtlántico
Los pisos inferiores ocupan todo el lote en forma de paralelogramo, mientras que los pisos superiores tienen una planta en forma de "C", con un pequeño " patio de luces " orientado hacia el este hacia el centro de la manzana. Hay siete tramos en la elevación de Cedar Street, nueve tramos a lo largo de West Street y seis en Albany Street. La parte superior de la elevación este está dividida por el patio de luces en dos alas: el ala norte tiene cuatro tramos y el ala sur, dos. La elevación este está mayormente oculta a la vista, pero las partes visibles tienen un tratamiento de diseño similar al de las otras tres elevaciones. AtlánticoAtlánticoAtlánticoAtlántico

#### Base
Tiene tres pisos de altura y está revestida con granito Fox Island. Hay arcos rebajados a nivel del suelo, y una cornisa corre sobre el segundo piso. En West Street, hay arcos de ancho simple dentro de los tramos más externos y arcos de doble ancho en todas las demás . El tramo central consta de una entrada en arco de doble altura flanqueada por columnas de mármol rojo, jefes laminados con tracería y un letrero que dice 90 West st. Las fachadas de Albany y Cedar Street están configuradas en gran parte de manera similar en la base, con arcos de ancho simple en los tramos exteriores y arcos de doble ancho en los interiores. El lado de Cedar Street tiene una entrada arqueada compensada que es similar a la entrada de West Street, con letreros que dicen140 cedar st, mientras que el lado de Albany Street tiene un camino de entrada que conduce a un garaje en el sótano. En los tres lados, los arcos restantes son de doble altura y tienen escaparates de madera, aluminio o hierro fundido.
El tercer piso está diseñado como un piso de transición con una cornisa en la parte superior. Entre las aberturas de las ventanas en cada tramo, hay paneles de granito, así como protuberancias foliadas en cada esquina de las aberturas de las ventanas. Los tramos más exteriores tienen una ventana cada una y están enmarcadas por marcos más elaborados, mientras que todos los demás tramos tienen dos ventanas cada una. Hay paneles de mármol debajo de la cornisa y columnas acopladas de un solo piso en cada esquina del edificio. Algunos de los dinteles de granito están astillados porque se quemaron en los ataques del 11 de septiembre.

#### Pisos superiores
El eje comprende los pisos cuarto al decimosexto. Al igual que con la base, los vanos exteriores de las ventanas constan de una ventana por piso, y los vanos interiores tienen dos ventanas por piso. Entre cada piso hay enjutas de terracota, que están empotradas detrás de los pilares. Cada tramo está separado por pilares de tres cuartos que se elevan desde el cuarto hasta el decimoquinto piso. Hay balcones de hierro en el piso 14. En el piso 15, los pilares terminan en capiteles laminados y las partes superiores de las ventanas terminan en elaborados arcos. El piso 16 sirve como otro "piso de transición" y sus ventanas están rodeadas de ornamentación compleja. Una cornisa corre por encima del piso 16.

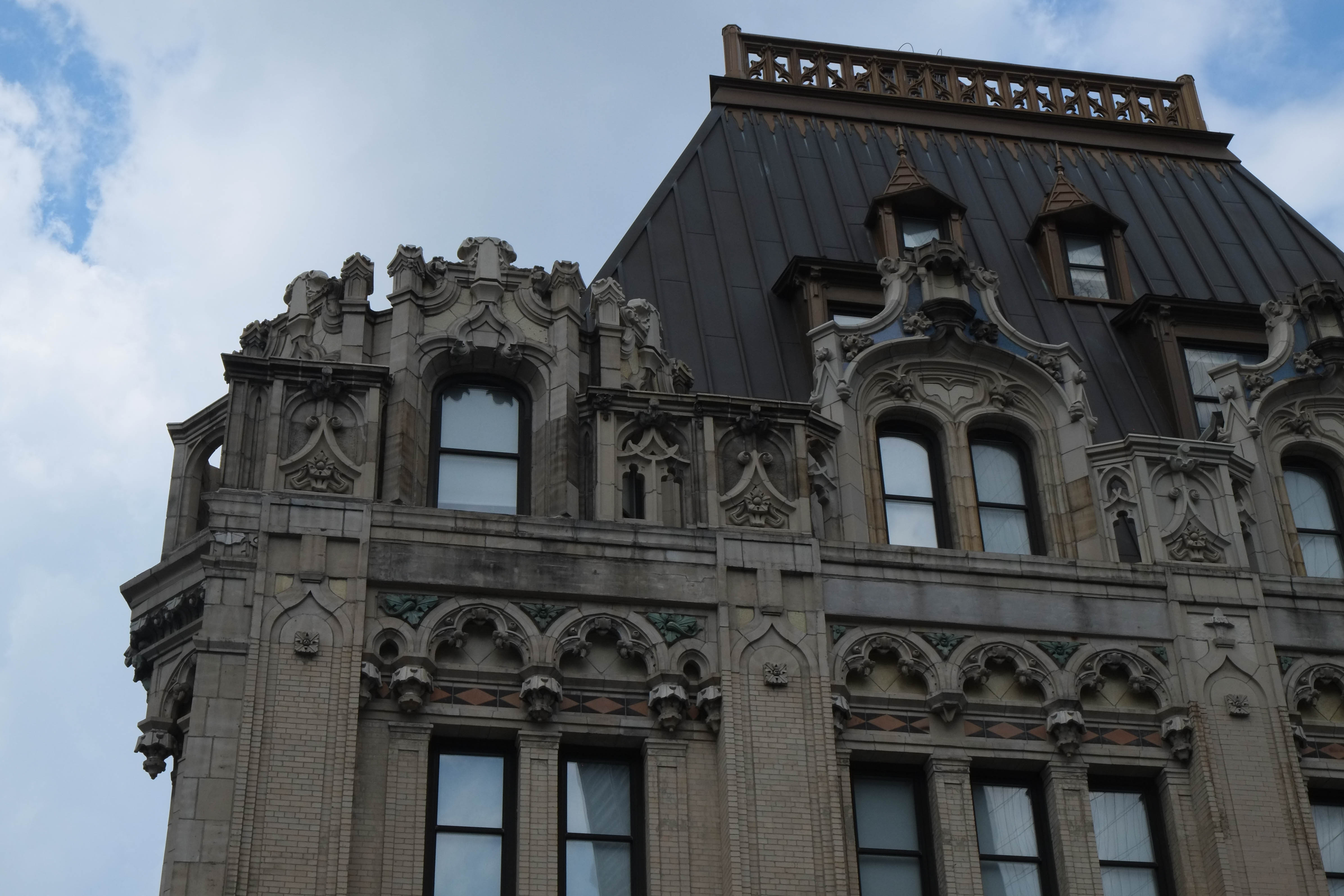
Ventanas abuhardilladas en el techo revestido de cobre

La corona comprende los pisos 17 al 20. Los pisos 17 al 19 están diseñados como una arcada de triple altura. Las enjutas entre los pisos están decoradas con motivos florales multicolores, mientras que hay otra cornisa ornamentada sobre el piso 19. En el piso 20, hay grupos de dos ventanas en los vanos exteriores y tres ventanas en los vanos interiores, con una elaborada columnata. Hay figuras de grifos que separan cada tramo de ventana.
Los tres pisos superiores consisten en un techo abuhardillado revestido de cobre. Hay mamparas abuhardilladas que tienen pequeños balcones en el piso 21, mientras que los pisos 22 y 23 tienen ventanas abuhardilladas. Estas ventanas están cubiertas por cubiertas poligonales de buhardilla. Sobre el piso 23 hay una superficie de techo de asfalto que tiene equipos mecánicos y mamparas. Las buhardillas, así como los tourelles decorativos, se sumaron a la estética del edificio cuando se vio originalmente desde el paseo marítimo.

### Base
Fue difícil de desarrollar, ya que la capa de roca madre estaba un promedio de 15 m por debajo del nivel del suelo del sitio. El suelo sobre el lecho rocoso estaba compuesto de 0,6 a 0,9 m de arcilla directamente encima, luego una capa de arena y finalmente 20 pies (6,1 m) de lodo y limo a nivel del suelo. La construcción se vio obstaculizada aún más por las dificultades para construir cajones debido a los frecuentes incendios y lesiones relacionadas con la presión del aire asociadas con tales estructuras. Gunvald Aus, el ingeniero estructural, descartó los planes originales para los cimientos, que requerían el uso de cajones neumáticos para que los cimientos estuvieran profundamente dentro de la roca. En cambio, decidió usar pilotes porque intuyo que era suficiente que las capas de roca y capa dura estuvieran inmediatamente adyacentes. Los pilotes se habían utilizado anteriormente en otros dos edificios del Bajo Manhattan: New York Produce Exchange y Havemeyer Building.
Los cimientos consistían en pilotes que descendían al menos 8 m, excepto en la sala de calderas donde descendieron 5 m Una capa de hormigón, de aproximadamente 29 cm de espesor, se colocó encima de los pilotes. The Metropolitan Life Insurance Company, el asegurador del contratista general John Peirce, inicialmente no aseguró el proyecto debido a la preocupación de que la fundación se asentaría de manera desigual. Metropolitan Life finalmente accedió a asegurar el proyecto después de que Aus realizó una prueba, que encontró que una pila se asentaría 1 cm cuando se carga con 31 LT; 32 t de arrabio.
Setenta y cuatro columnas fueron perforadas hasta la roca. Debido a las distintas cargas transportadas por cada columna, sus tamaños variaron de 1,2 a 3,7 m cuadrados, compuestos por racimos de entre 4 y 25 pilotes. Además, en la capa de hormigón por encima de los pilotes, había una serie de vigas en I que estaban encajadas en el hormigón. Dado que los límites del lote no se cruzaban en ángulo recto, las columnas tenían distribuciones de peso variables. El trabajo de cimentación se realizó a una profundidad promedio de 5 m por debajo de la pleamar media del río Hudson, lo que requiere una gran impermeabilización. Este contrato fue subcontratado a Sicilian Asphalt Paving Company, una de las empresas de Carroll.

### Características
El vestíbulo tiene dos corredores dispuestos en forma de "T". Uno conduce hacia el sur desde la entrada de Cedar Street, mientras que el otro se extiende hacia el este desde la entrada principal de West Street y termina en el corredor norte-sur. Una sala de correo está ubicada en el lado sur de la sección del vestíbulo que va desde Cedar Street, mientras que un mostrador de conserjería está ubicado en el lado sur de la sección desde West Street. Dentro del vestíbulo, ahora hay arcos cerrados que conducen a los espacios comerciales de la planta baja. Las áreas comerciales en sí estaban configuradas con entradas a la calle y al vestíbulo, pero no tenían divisiones interiores. Tal como se construyó, había nueve " ascensores de émbolo ", cinco de los cuales podían funcionar al mismo tiempo. Todos los ascensores daban servicio a los pisos superiores. Los pisos superiores tenían 18 581 m² de espacio alquilable de oficinas, con un promedio de 929 m² por piso. Los pisos se pueden arreglar para permitir una miríada de diseños de oficinas. La Compañía Nacional de Ignífugo fabricó el ignifugante interior de terracota.
Luego de una renovación en 2005, el edificio tiene cinco ascensores en la pared este del vestíbulo, frente a la entrada de West Street, y están dispuestos en arco. La reforma añadió un suelo de baldosas de mármol y bóvedas de crucería de yeso en el techo. Si bien los acabados originales de los espacios comerciales se quemaron y quitaron después de los ataques del 11 de septiembre, recibieron nuevos pisos de concreto y techos de yeso y paneles de pared durante la renovación de 2005. Además, las oficinas se convirtieron en apartamentos residenciales y se instalaron paneles de yeso en las paredes. Se instaló un gimnasio en la parte inferior de la cancha de luces en el segundo piso.
El pequeño espacio ocupado y su ubicación junto al agua significaban que había poco espacio para el equipo mecánico del edificio, cuyo diseño había sido diseñado principalmente por Burt Harrison. En un nivel del sótano, había cuatro 253 CV calderas, seis 747,8 CV generadores de energía, equipos de ascensores y salas en las que se 179 LT; 181 t de carbón podría almacenarse. Se colocaron radiadores debajo de cada ventana, con calor proporcionado por un sistema de tubos de escape de baja presión, ya que el sitio podría estar sujeto a pérdidas de calor en días ventosos. Originalmente no había ventilación artificial excepto en parte del sótano.

## Historia

### Desarrollo

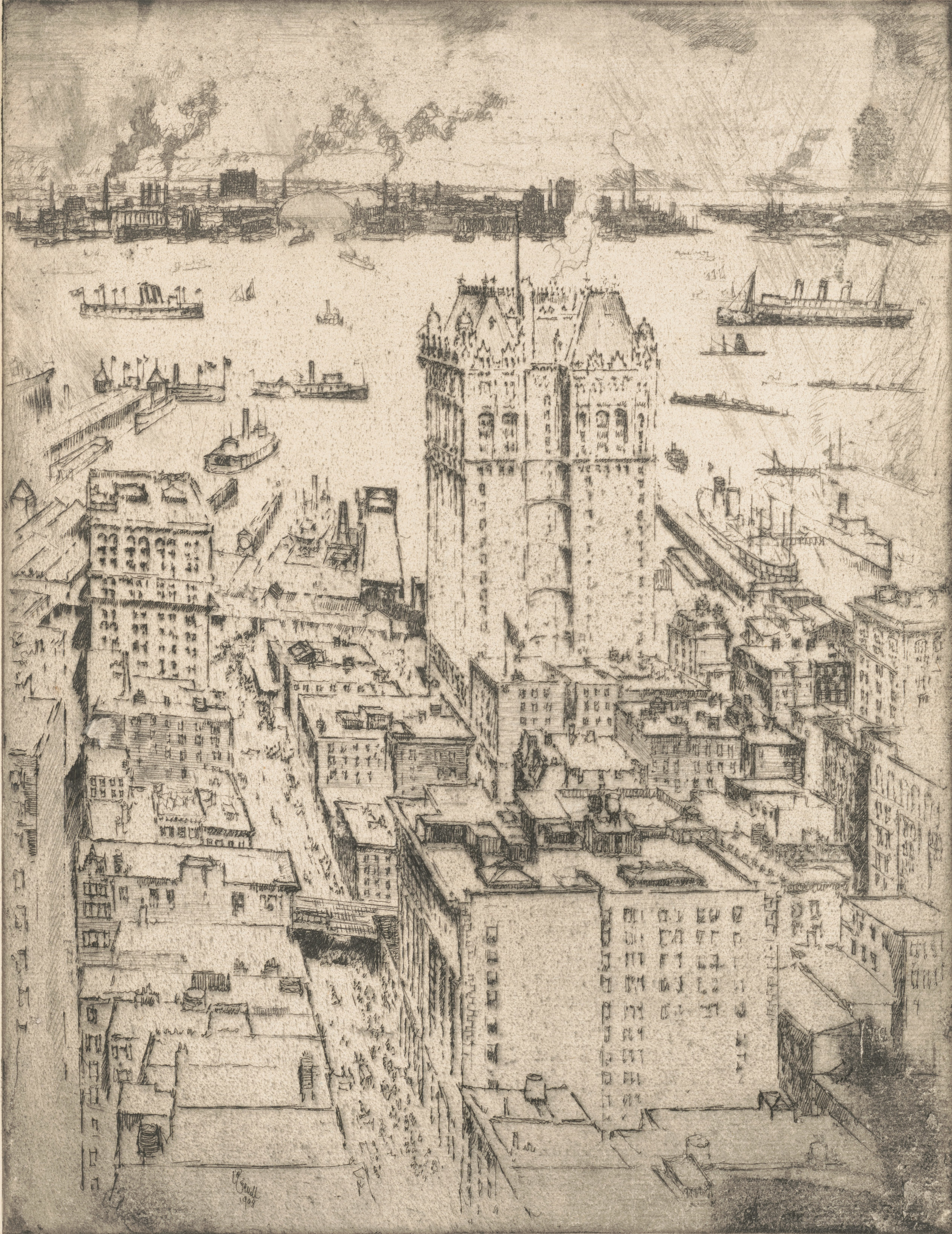
Una impresión temprana del edificio West Street por Joseph Pennell

La formación de la Ciudad del Gran Nueva York en 1898 resultó en un fuerte aumento en la cantidad de edificios que se erigieron en el Distrito Financiero del Bajo Manhattan, y en la primera década del siglo XX, el vecindario tenía cuarenta nuevos edificios de oficinas. Estos incluían el United States Express Building (2 Rector Street), el Singer Building y el Old New York Evening Post Building, que estaban en construcción a mediados de esa década. Entre los desarrolladores interesados estaba West Street Improvement Company, una colección de empresarios en el Bajo Manhattan. La empresa, con sede en el edificio Broadway–Chambers, fue dirigida por Howard Carroll y cofundada por John Peirce, Walter Roberts y el juez SP McConnell.
West Street Improvement Company buscó erigir una estructura de oficinas especialmente para los intereses navieros a lo largo del río Hudson, cuya costa estaba ubicada en West Street a principios del siglo XX. Seleccionaron un sitio entre las calles Albany y Cedar con una longitud de lote de 48 m frente a la calle Oeste. Los edificios adyacentes en West Street tenían almacenes y otras instalaciones dedicadas a las industrias ferroviaria y de barcos de vapor. Además, el futuro sitio del edificio de West Street estaba directamente al otro lado de West Street de los muelles y muelles de transbordadores, que a su vez conducían a las principales terminales de transbordadores y trenes al otro lado del río Hudson.
Carroll contrató a Gilbert para crear un diseño en abril de 1905. Gunvald Aus y Burt Harrison fueron comisionados como ingenieros estructurales, mientras que John Peirce fue contratado como contratista general. El mismo año, West Street Improvement Company y Gilbert presentaron documentos al Departamento de Edificios de la Ciudad de Nueva York, proponiendo un edificio de oficinas de 23 a 28 pisos cuya construcción costaría alrededor de 2 millones de dólares. La profesora de arquitectura Sharon Irish identificó "catorce bocetos preliminares que incluyen planos, elevaciones y perspectivas" para el edificio, que varían en su nivel de detalle. El diseño tenía que atraer a los más de 100 000 pasajeros del ferry que viajaban entre Nueva Jersey y Nueva York todos los días, muchos de los cuales visitarían la azotea del edificio. La construcción del edificio comenzó en abril de 1906 y la estructura se terminó al año siguiente.

### sigloXX
Según un folleto del West Street Building, "el edificio se recomienda especialmente a los ferrocarriles, ingenieros, constructores de muelles, contratistas, abogados, transportistas y comerciantes de maquinaria y electricidad". El inquilino principal era Delaware, Lackawanna and Western Railroad, que operaba tanto el cercano depósito de ferry de Cortlandt Street como la terminal de Hoboken al otro lado del río Hudson. Esto llevó al edificio a ser apodado "Edificio de intercambio de ferrocarril y hierro" y, alternativamente, como "Edificio de carbón y hierro". El último piso estaba ocupado por Garret's Restaurant, que fue promocionado como el "restaurante más alto del mundo" y más tarde se caracterizó como el precursor del restaurante Windows on the World del World Trade Center. Otros inquilinos incluyeron a los propios miembros de West Street Improvement Company, incluida la empresa Sicilian Asphalt Paving Company de Carroll, así como John Peirce Company.
La American Sugar Refining Company (ASR) compró el edificio West Street a West Street Improvement Company en 1913 por 2,3 millones de dólares, como parte de una transacción inmobiliaria más grande por valor de 4,5 millones de dólares. Como pago parcial, ASR vendió algunas propiedades en el vecindario de Long Island City en Queens, así como algunas propiedades en Brooklyn. El ASR mantuvo el edificio West Street como una inversión, ocupando una pequeña parte de la estructura. En 1920, se estimó que el edificio West Street valía 3,5 millones de dólares, aunque ASR inicialmente se negó a vender.
En 1923, Brady Security and Realty Corporation compró el edificio a ASR, y el West Street Building posteriormente se convirtió en Brady Building. Los ascensores, el interior del primer piso, el espacio de oficinas y los sistemas mecánicos se renovaron a principios de la década de 1930. Durante la reforma se eliminaron los arcos y bóvedas de crucería del interior original del primer piso y se realizaron algunas modificaciones en la fachada. Otras modificaciones a mediados del siglo XX dieron como resultado la renovación de las entradas y los escaparates, así como la adición de iluminación nocturna exterior y rejillas de aire acondicionado.
Brady vendió el edificio en 1952 a Louis Schleifer por 2,7 millones de dólares. El nombre "Edificio Brady" persistió durante varios años, a pesar de que se vendió varias veces hasta fines del siglo XX. El vestíbulo se renovó en las décadas de 1960 y 1980, lo que provocó la eliminación de muchos de los acabados originales. El exterior del edificio fue designado monumento arquitectónico por la Comisión de Preservación de Monumentos Históricos de la ciudad en 1998. Sin embargo, el interior no se designó de manera similar, lo que lo dejó abierto a futuras modificaciones.

### sigloXXI

#### Ataques del 11 de septiembre

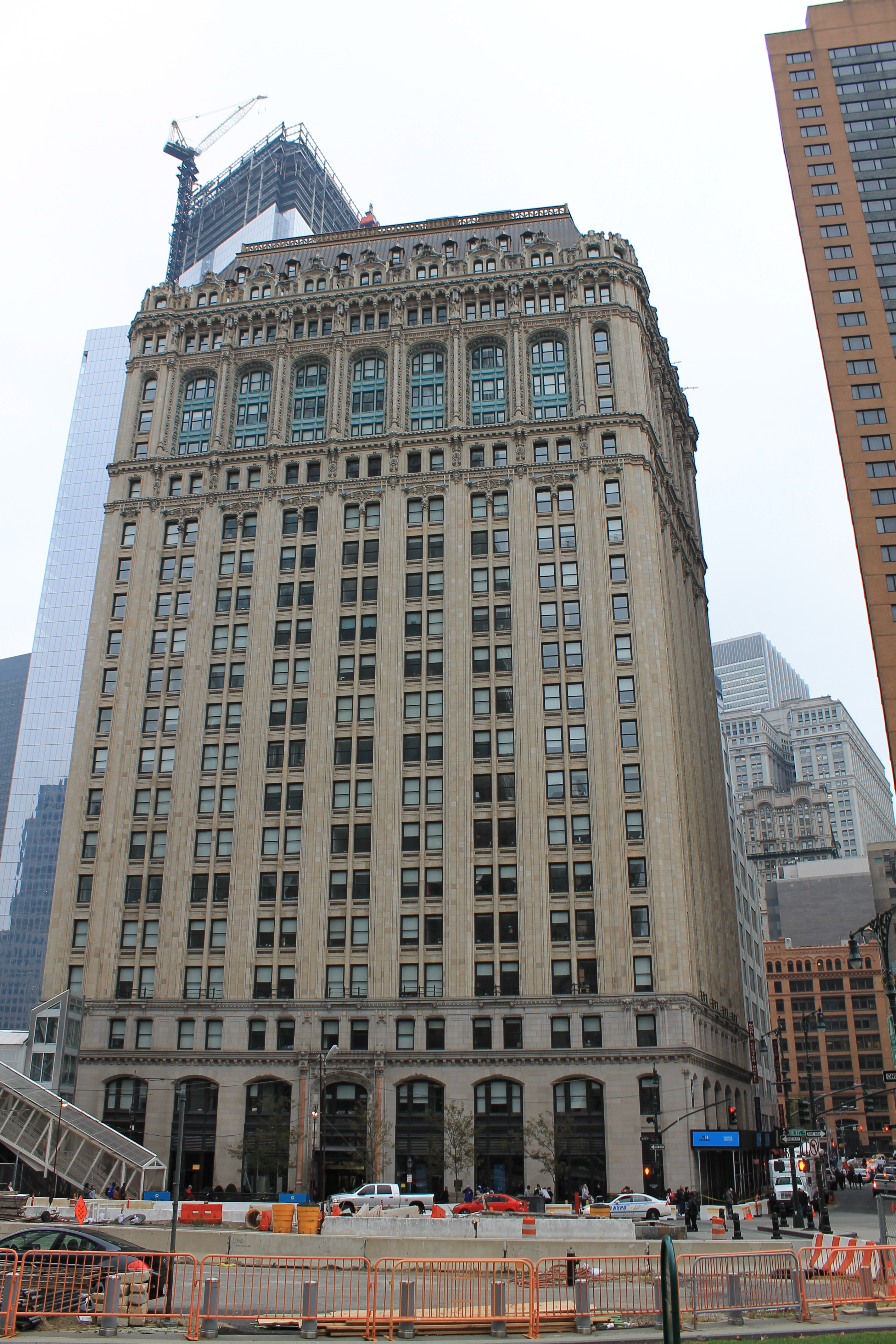
Visto desde el otro lado de West Street

Sufrió graves daños en los ataques del 11 de septiembre de 2001, cuando la Torre Sur del World Trade Center se derrumbó 91 m al norte. Los andamios, que se habían colocado en la fachada para los trabajos de renovación, no pudieron evitar que los escombros cayeran sobre el edificio. Los escombros rasgaron una serie de cortes grandes en su fachada norte, incluyendo un espacio entre el tercer y el undécimo piso. Dos oficinistas murieron cuando quedaron atrapados en un ascensor por la caída de escombros. Varios restos de víctimas del 11 de septiembre aterrizaron en el andamio norte y no fueron recuperados hasta 2003.
Una tormenta de fuego continuó durante varios días; el patio interior de luces funcionó como una chimenea, lo que provocó más daños en el interior. Los materiales de construcción pesados del edificio West Street y el uso extensivo de terracota pueden haber ayudado a servir como protección contra incendios y lo protegieron de daños y colapsos adicionales. Esto contrastó con el rascacielos más moderno en el 7 World Trade Center, que sufrió daños similares y se derrumbó en la tarde del 11 de septiembre. Sin embargo, la caída de acero del World Trade Center resultó en la destrucción de la franquicia The Steakhouse de Morton's en la planta baja. Después de los ataques, una gran bandera estadounidense ondeó fuera del edificio West Street, que se convirtió en un "símbolo de esperanza" para los rescatistas del 11 de septiembre.

#### Rehabilitación y uso residencial
Fue vendido en enero de 2003 a Brack Capital Real Estate, que deseaba que cumpliese 90 años como un edificio residencial. Brack Capital formó una sociedad de responsabilidad limitada, Brack 90 West Street, para supervisar la conversión, luego vendió la mitad de las acciones de la empresa a BD Hotels y Kibel Company. Debido a la magnitud de la destrucción, los pisos interiores se renovaron por completo y se colocaron láminas de plástico en la fachada norte para cubrir los daños. La tormenta del nordeste de diciembre de 2003 abrió una parte de la lámina, que luego se retiró. Posteriormente, los desarrolladores recibieron 106,5 millones de dólares en bonos federales para renovar el edificio. La restauración del vestíbulo reveló parte del trabajo de terracota original de Gilbert que había sido cubierto durante un proyecto de modernización anterior. Durante esta restauración, se reemplazó el techo de cobre por 4 millones de dólares; la base de granito fue restaurada por $5 millones; se agregaron gárgolas de reemplazo; y se agregaron más de 7000 réplicas de baldosas de terracota. También se construyó un estacionamiento en el sótano del edificio. El interior se convirtió en apartamentos y se reabrió a mediados de 2005 como 90 West Street, un edificio residencial de 410 unidades. Al año siguiente, recibió un Premio Nacional de Honor a la Preservación del National Trust for Historic Preservation. 
Se incluyó en el Registro Nacional de Lugares Históricos el 25 de enero de 2007. La designación incluía el exterior y parte del interior. Sufrió daños leves en noviembre de 2007, cuando una gran tubería de alcantarillado del sitio del World Trade Center se abrió de golpe e inundó el sótano, provocando una evacuación del edificio de dos semanas. Los operadores del National September 11 Memorial & Museum propusieron en 2011 utilizar 90 West Street como un sitio de control de seguridad para los visitantes del museo, que fue controvertido entre los residentes del edificio. A pesar de esto, 90 West Street terminó siendo utilizada como centro de visitantes para las personas que viajaban al monumento.
Durante la conversión residencial, el edificio había recibido una exención de impuestos de 421 g, destinada a los desarrolladores que convertían los edificios del Bajo Manhattan para uso residencial y, como tal, algunas de las unidades residenciales tenían renta estabilizada. Inquilinos de 90 West Street presentó una demanda a mediados de la década de 2010, afirmando que el propietario del edificio, Kibel Company, había eliminado indebidamente la regulación del alquiler de las unidades residenciales del edificio. En 2019, la Corte Suprema de Nueva York falló a favor de los inquilinos, ya que el propietario había recibido beneficios bajo el programa de incentivos fiscales 421-g y, por lo tanto, estaba obligado a proporcionar arrendamientos estabilizados para los inquilinos. Al año siguiente, la Corte Suprema de Nueva York dictaminó que Kibel solo les debía a los inquilinos con renta estabilizada cuatro años de renta atrasada, en lugar de los seis años previstos en la Ley de Estabilidad de Vivienda y Protección de Inquilinos de 2019.

## Críticas

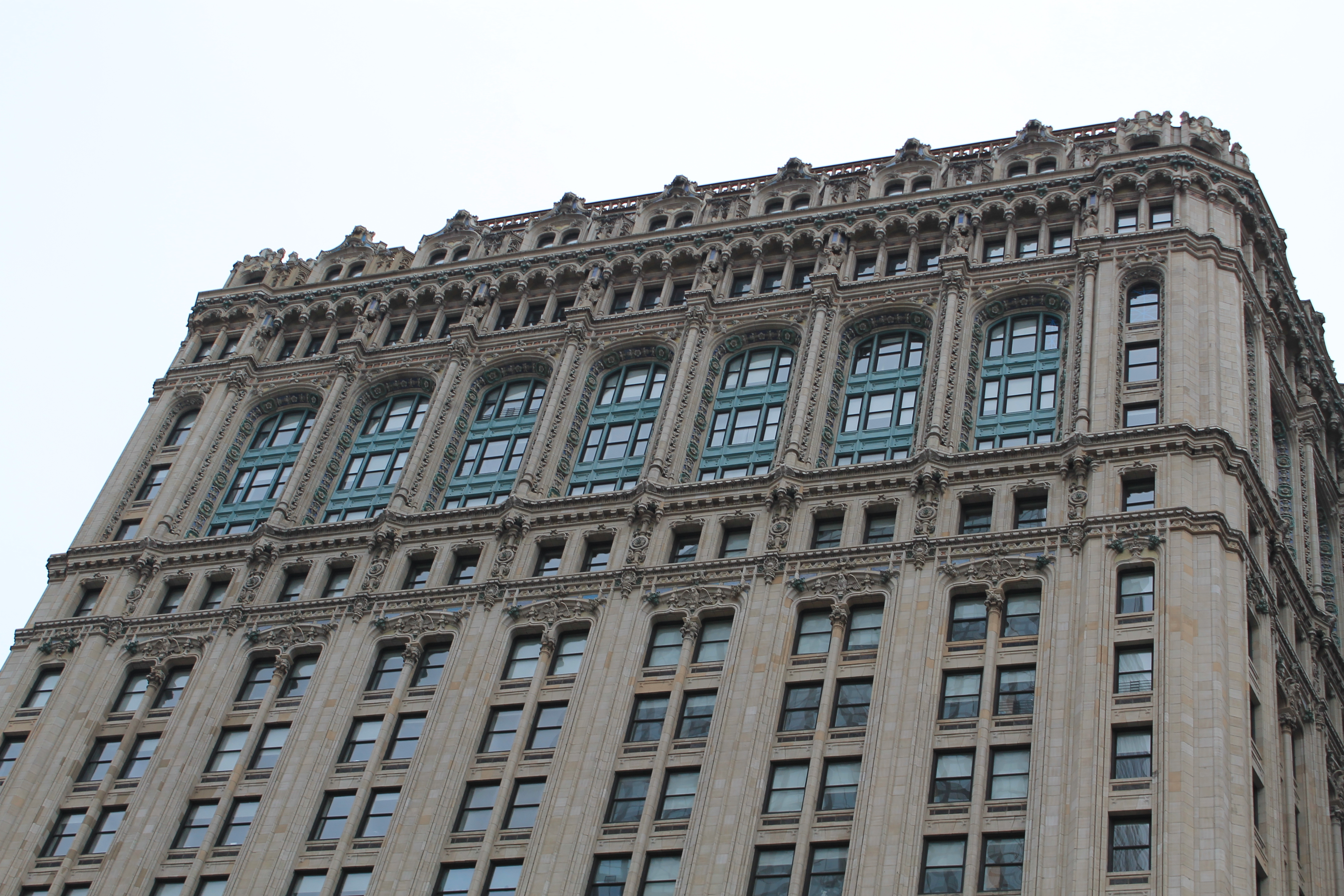
Parte superior del edificio

Tras su inauguración, fue elogiado por otros arquitectos y artistas. El crítico de arquitectura Montgomery Schuyler, en un artículo de Scribner's Magazine de 1919, señaló que era poco común porque fue elogiado tanto por el público como por los críticos de arquitectura. John Merven Carrère, socio del estudio de arquitectura Carrère and Hastings, le dijo a Gilbert que "creo que es el edificio más exitoso de su clase". Edwin Blashfield, un pintor, le escribió una carta a Gilbert para decirle "qué impresión tan espléndida le causa su edificio West Street, cuando uno llega al puerto en el camino de regreso desde el otro lado del Atlántico".
Los críticos de arquitectura también aprobaron el diseño del edificio. Un escritor anónimo de Architectural Record, posiblemente Schuyler, dijo que apreciaba los pisos superiores, así como el diseño de los pilares verticales y la ornamentación gótica. Otro escritor de Architectural Record declaró en 1909 que la estructura era "un triunfo estético y técnico" y "el trabajo de una mente maestra". En 1912, un escritor de Architectural Review dijo que el uso de adornos y la expresión del diseño del edificio "explican la excelencia del efecto del West Street Building". Un crítico anónimo de la revista Architecture elogió a 90 West Street y Liberty Tower por el uso de "un techo inclinado alto para completar la estructura", diciendo que "esta es una terminación más deseable que una plataforma plana". Además, The New York Times elogió el uso de ornamentación multicolor en la fachada de 90 West Street.
Los elogios continuaron incluso en años posteriores, como un artículo de 1934 que calificó la estructura entre los "edificios más satisfactorios" de la ciudad. Ada Louise Huxtable, al hablar sobre un distrito de desarrollo propuesto en el Bajo Manhattan en 1970, dijo que el área "tiene algunas gemas de sustancia como el edificio Beaux-Arts Brady de Cass Gilbert en West Street". Herbert Muschamp escribió en 1998 que, después de que se completó el World Trade Center mucho más alto en la década de 1970, "a los críticos contemporáneos evidentemente les resultó doloroso elogiar el edificio West Street de Gilbert", pero que la "parte superior del pastel de bodas" del techo abuhardillado "parece comestible". El Servicio de Parques Nacionales, en su informe de designación histórica de 2007, declaró que además de su importancia como uno de los primeros rascacielos en usar constantemente detalles góticos, la estructura "adquirió una importancia histórica adicional como testigo y sobreviviente de los ataques terroristas del 11 de septiembre de 2001".